# Rodrigo Tabata
Rodrigo Barbosa Tabata, meglio noto come Rodrigo Tabata (Araçatuba, 19 novembre 1980), è un ex calciatore brasiliano naturalizzato qatariota.

## Biografia
Ha origini giapponesi.

## Palmares

### Club
- São Paulo's Cup (U 20): 1

1999
- São Paulo State League: 2

2006, 2007
- Qatar's Emir Cup: 3

2010, 2011, 2013
- Qatar's Heir Apparent Cup: 1

2012
- Qatar's Sheikh Jassim Cup: 2

2012, 2013
- Qatar Stars League: 1

2016

### Individuale
- Qatar Stars League Player of the Year: 1

2011-2012